# جان هالند
جان هالند (انگلیسی: John Holland؛ زادهٔ ۶ نوامبر ۱۹۸۸) بازیکن بسکتبال اهل ایالات متحده آمریکا است.
از فیلم‌ها یا برنامه‌های تلویزیونی که وی در آن نقش داشته‌است می‌توان به اسکار اشاره کرد.
از باشگاه‌هایی که در آن بازی کرده‌است می‌توان به کلیولند کاوالیرز، باشگاه بسکتبال رئال بتیس، کورال روان، و بوستون سلتیکس اشاره کرد.
وی در مسابقات کشوری و بین‌المللی در مجموع برندهٔ ۱ مدال نقره شده‌است.